# Aloe cameronii
Aloe cameronii ist eine Pflanzenart der Gattung der Aloen in der Unterfamilie der Affodillgewächse (Asphodeloideae). Das Artepitheton cameronii ehrt den Schotten Kenneth J. Cameron der in Malawi für die  African Lakes Corporation tätig war.

## Beschreibung

### Vegetative Merkmale
Aloe cameronii wächst stammbildend und verzweigt aus ihrer Basis. Die aufrechten Stämme sind bis zu 150 Zentimeter lang und 3 bis 4 Zentimeter breit. Meist sind sie mit vertrockneten Blattresten bedeckt. Auf den obersten 30 bis 50 Zentimetern befinden sich die ausdauernden, dreieckigen Laubblätter, deren Spitze spitz zulaufend zugespitzt ist, und bilden Rosetten. Ihre grüne, im Winter in der Regel kupferrot werdende Blattspreite ist 40 bis 50 Zentimeter lang und 5 bis 7 Zentimeter breit. Die stechenden, hellbraunen Zähne am Blattrand sind 2 bis 3 Millimeter lang und stehen 10 bis 15 Millimeter voneinander entfernt.

### Blütenstände und Blüten
Der Blütenstand besteht aus zwei bis drei Zweigen und erreicht eine Länge von 60 bis 90 Zentimeter. Die ziemlich dichten, zylindrischen, leicht spitz zulaufenden Trauben sind 10 bis 15 Zentimeter lang und 7 bis 8 Zentimeter breit. Die eiförmig-spitzen Brakteen weisen eine Länge von 2 Millimeter auf und sind 3 Millimeter breit. Die leuchtend scharlachroten Blüten stehen an 3 bis 5 Millimeter langen Blütenstielen. Die gelegentlich leicht keulenförmigen Blüten sind 45 Millimeter lang und an ihrer Basis gerundet. Auf Höhe des Fruchtknotens weisen sie einen Durchmesser von 5 bis 7 Millimeter auf. Darüber sind die Blüten leicht erweitert und zur Mündung hin wenig verengt. Ihre äußeren Perigonblätter sind auf einer Länge von 12 bis 15 Millimetern nicht miteinander verwachsen. Die Staubblätter und der Griffel ragen etwa 5 Millimeter aus der Blüte heraus.

### Genetik
Die Chromosomenzahl beträgt {\displaystyle 2n=14}.

## Systematik und Verbreitung
Aloe cameronii ist in Simbabwe, Malawi, Mosambik und Sambia verbreitet. Aloe cameronii var. cameronii wächst in Malawi, Mosambik, Sambia und Simbabwe in seichten Taschen auf Granitfelsen in Höhenlagen von 1280 bis 2070 Metern. Aloe cameronii var. bondana ist in Simbabwe auf Granithügeln und Aloe cameronii var. dedzana in Malawi sowie Mosambik auf felsigen Hügeln verbreitet.
Die Erstbeschreibung durch William Botting Hemsley wurde 1903 veröffentlicht.
Es werden folgende Varietäten unterschieden:
- Aloe cameronii var. cameronii
- Aloe cameronii var. bondana Reynolds
- Aloe cameronii var. dedzana Reynolds

Aloe cameronii var. bondana

Die Unterschiede zu Aloe cameronii var. cameronii sind: die Triebe sind meist einfach und 60 bis 180 Zentimeter lang. Die stärker fleischigen und etwas keulenförmigen Blüten sind in der Regel gelblich bis orangefarben und 38 bis 40 Millimeter lang.
Die Erstbeschreibung der Varietät durch Gilbert Westacott Reynolds wurde 1966 veröffentlicht.
Aloe cameronii var. dedzana

Im Unterschied  zu Aloe cameronii var. cameronii wächst die Varietät dicht strauchig, hat 50 bis 80 Zentimeter lange Triebe und 20 bis 25 Zentimeter lange Trauben.
Die Erstbeschreibung der Varietät erfolgte ebenfalls durch Gilbert Westacott Reynolds und wurde 1965 veröffentlicht.

## Nachweise